# 開筳宴客
開筳宴客(A Table is Waiting)是於東京迪士尼海洋船塢邊舞台舉行的音樂劇表演。
本表演為2008年9月12日起至10月31日為止舉行的特別活動「迪士尼美食饗宴」中限期舉行之娛樂表演。2011年4月28日起，作為常態表演再次推出。

## 2008年版
2008年9月12日起至10月31日為止舉行之特別活動「迪士尼美食饗宴」中限期舉行之娛樂表演。
並未設定休演日，1天舉行5次公演。

### 概要
米奇乘著S.S.哥倫比亞號環遊世界一週，帶回世界各國的美食料理並舉行派對。擔任派對總召的是待客達人盧米埃（美女與野獸）及他的蠟燭友人。
在以大型晚宴桌為設計的舞台上，從前菜、主菜到甜點等，依序介紹各國料理，但由於蠟燭中的一人向甜點搭訕，演變為一場砸派大戰。
看見派對一團混亂而難過不已的盧米埃，米老鼠安慰他「從來沒參加過這麼開心的派對」。

### 料理
盧米埃推出的料理如下。以「料理名稱（國家） - 登場卡通明星」依序標記。 
1. 墨西哥捲餅 （墨西哥）- 奇奇帝帝、唐老鴨
2. 咖哩 （印度） - 黛西
3. 漢堡 （美國） - 布魯托
4. 幕之內便當 （日本） - 高飛
5. 甜點 （法國） - 美妮

### 音樂
表演中使用之音樂
- 『TABLE IS WAITING』 （原創樂曲）
- 『MY TACOS IS WONDERFUL』 （原創樂曲）
- 『Hot Hot Hot』 （Arrow）
- 『Spice Up Your Life』 （辣妹合唱團）
- 『Stars and Stripes Forever』 （約翰·菲利普·蘇沙）
- 『Yankee Doodle]』 （美國民謠）
- 『ROCKIN' IN THE USA』 （KISS）
- 『ずいずいずっころばし』 （日本童謠） ※歌詞為表演原創版
- 『あぶくたった』 （日本童謠） ※歌詞為表演原創版
- 『Douce France』 （Charles Trenet）
- 『Be Our Guest』 （選自電影《美女與野獸》）

## 2011年版
原先計畫為東京迪士尼海洋10週年活動「Be Magical!」之一環，於2011年4月23日再次推出本表演，但受到東日本大地震影響，東京迪士尼海洋臨時休園，公演也順延至恢復營業日2011年4月28日開始演出。
每天舉行3至5場公演，無休演日。
與2008年版雖有出演者數（舞者及演員）及卡通人物服裝、道具等細微變更，但整體來說大致相同。

## 外部連結
- 東京迪士尼海洋